# سيجد
سيجد أو سيغد (بالمجرية: Szeged) أو (بالتركية العثمانية: سكدين)، هي ثالث أكبر مدينة في المجر وهي عاصمة مقاطعة تشونغراد، وتُسمى «مدينة الشمس المشرقة» و تعتبر جامعة زيجيد واحدة من الجامعات الأكثر تميزا في المجر و في أوروبا.

## جغرافيا
تقع زيجيد بالقرب من الحدود الجنوبية للمجر، على ضفتي نهر تيسا ويمر من فوقه جسرين، نظراً لساعات العالية من أشعة الشمس المبلغ عنها سنويا، تسمى زيجيد «مدينة الشمس المشرقة».

## الاقتصاد
زيجيد هي واحدة من مراكز صناعة المواد الغذائية في المجر، والمعروفة بشكل خاص بالفلفل الحلو.

## التعليم
تضم مدينة زيجيد 62 روضة أطفال و 32 مدرسة ابتدائية و 18 مدرسة ثانوية وجامعة أنشئت من خلال توحيد مراكز التعليم العالي القائمة. وأبرز اثنين من المدارس الثانوية هي في أعلى خمسة عشر في البلاد.
مدينة زيجيد هي مركز التعليم العالي في جنوب المجر وقد بنت سمعة لنفسها. يدرس بها الآلاف من الطلاب، وكثير منهم من الطلاب الأجانب من جميع أنحاء العالم. كما كان مركز البحوث البيولوجية التابع لأكاديمية العلوم الهنغارية، الذي أنشئ بمساعدة من أموال اليونسكو، مصدراً كبيرا للبحوث المتقدمة. وكان العلماء في هذا المختبر أولاً في العالم لإنتاج مواد وراثة اصطناعية في عام 2000. وقد كان المبنى بمثابة موطن للعديد من المؤتمرات المعروفة ويستمر في تقديم مساهمات لعالم العلم. وقد تم تصنيف جامعة زيجيد كأعلى جامعة في البلاد على الترتيب الأكاديمي للجامعات العالمية - 2005م و 2013م، وفي أفضل 100 جامعة في أوروبا والعالم.

## في التاريخ - معاهدة سلام أدرنة-سكدين 1444م
هي معاهدة سلام مدتها عشر سنوات بين العثمانيين والمجر تم القَسَم عليها في أغسطس 1444م.
أقسم الملك المجري ڤلاديسلاڤ الثالث على الإنجيل والسلطان العثماني مراد الثاني على القُرآن على عدم مُخالفتهما شُرُوط هذا الصُلح ما داما على قيد الحياة.
أضمر الملك ڤلاديسلاڤ الثالث الخيانة قبل مرور 50 يوماً على المعاهدة، وقاد حملة صليبية مع تحالف دول صليبية أخرى، ثم هزمهم العثمانيون هزيمة نكراء في معركة ڤارنا يوم 28 رجب 848 هـ الموافق في 10 نوڤمبر 1444م.
استعاد ديسپوت الصرب برانكوڤيتش عرشه ومُلكه من خلال معاهدة سلام إدرنة-سكدين عام 1444م بعد أن سلبها منه العثمانيون خلال فتوحات واسعة النطاق لكل أملاكه وأراضيه بلا استثناء.

## توأمة
لسيجد اتفاقيات توأمة مع كل من:
- سوبتيتسا (1966 - )[41]
- Săcueni [الإنجليزية]‏
- وودج (19 مايو 2008 - )[42]
- فارنا
- ينان (1999 - )[43]
- راخيف (1939 - )[44]
- بولا (2003 - )[45]
- كامبريدج (1987 - )[46]
- بارما (1988 - )[47]
- دارمشتات (1990 - )[48]
- روتردام
- توليدو (1990 - )[49]
- تيميشوارا (27 يناير 1998 - )[50]
- Larnaca Municipality  [لغات أخرى]‏ (6 نوفمبر 1993 - )[51]
- توركو (1971 - )[52]
- تارغو موريش (1997 - )[53]
- أوديسا (1957 - )[54]
- نيس (1969 - )[55]
- لياج (2001 - )[56]
- كوتور (2001 - )[57]

## أعلام
- غوردون بايناي.
- فيلموس زيغموند.
- جيزا فودور.